# Giovanna Tinetti

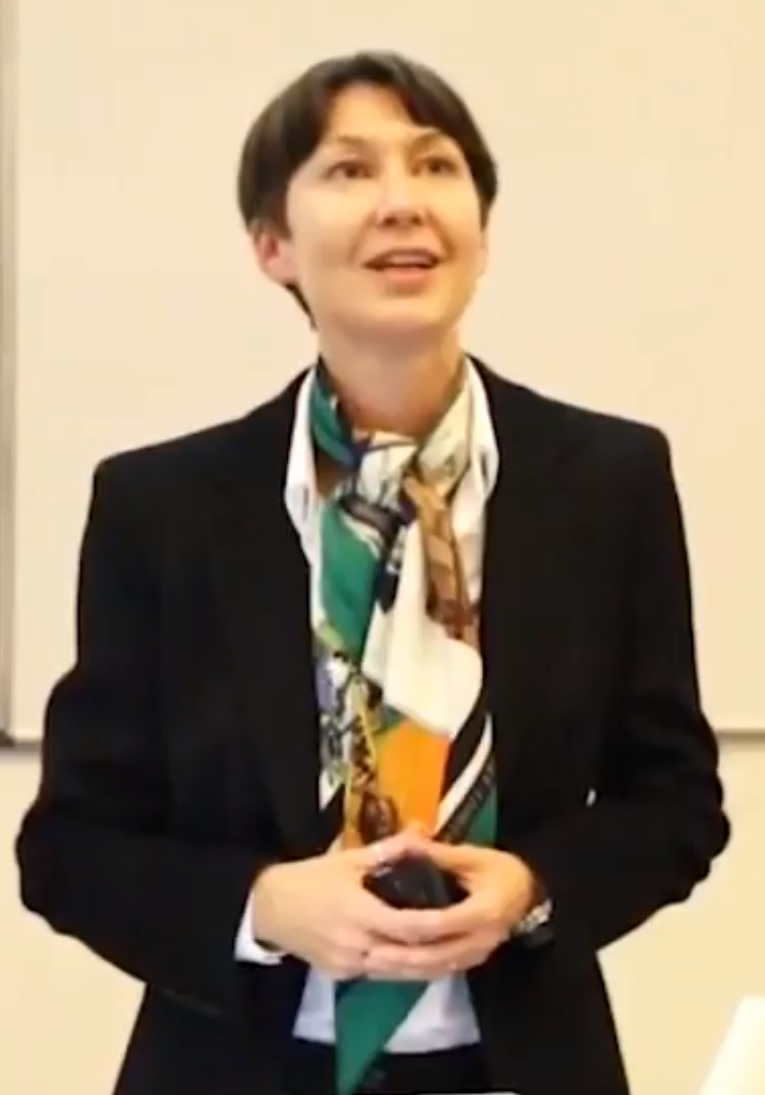
Giovanna Tinetti spricht über die Entdeckung von Exoplaneten mit Hilfe des geplanten Weltraumteleskops ARIEL

Giovanna Tinetti (* 1. April 1972 in Turin) ist eine italienische Physikerin, Astronomin und Hochschullehrerin.

## Ausbildung
Tinetti studierte bis 1997 an der Universität Turin Physik. 1998 absolvierte sie ein weiterführendes Studium der Hochenergie-Astrophysik in der Abteilung für Theoretische Physik dieser Universität. 1999 machte sie ihren Master auf dem Gebiet der Energietechnik an der Ingenieurfakultät Turin. Von 2001 bis 2003 arbeitete sie an ihrer Doktorarbeit am Jet Propulsion Laboratory am California Institute of Technology (Caltech), Los Angeles. 2003 promovierte sie bei Luigi Sertorio auf dem Gebiet der theoretischen Physik.

## Berufsleben
Von 2003 bis 2005 war Tinetti wissenschaftliche Mitarbeiterin des NASA Astrobiology Institutes am Caltech. Dann arbeitete sie bis 2007 als externe Mitarbeiterin bei der Europäischen Weltraumorganisation (ESA). Von 2007 bis 2008 arbeitete sie am Aurora-Projekt mit. Von 2009 bis 2017 war sie wissenschaftliche Mitarbeiterin bei der Royal Society. Außerdem war sie von 2008 bis 2013 zunächst Dozentin, dann Reader am University College London (UCL). Seit 2013 ist Tinetti dort Professorin für Astrophysik.

## Ämter und Mitgliedschaften
Von 2011 bis 2014 war Tinetti leitende Forscherin beim Exoplanet Characterisation Observatory (EChO), von 2014 bis 2019 leitende Forscherin beim Programm des Europäischen Forschungsrates Exo-Lights - Decoding the light from other worlds, von 2018 bis 2021 beteiligt an der Datenanalyse und -interpretation der eingehenden Daten des James-Webb-Weltraumteleskops Exoplaneten betreffend und von 2014 bis 2021 war sie leitende Wissenschaftlerin bei der Twinkle space mission. Tinetti war Mitbegründerin und Mitdirektorin der Blue Skies Space Ltd und Direktorin des Centre for Space Exo-chemistry Data (CSED).
Seit 2015 ist Tinetti leitende Forscherin beim Atmospheric Remote-sensing Infrared Exoplanet Large-survey (ARIEL) und seit 2020 Leiterin der Gruppe Astrophysik am University College London.
Tinetti ist Mitglied des Europäischer Forschungsrates, des International Space Science Institutes (ISSI), der Gremien für das Hubble-Weltraumteleskop, das Spitzer-Weltraumteleskop und das James-Webb-Weltraumteleskop. Sie gehört zu den Berater-Teams des Science and Technology Facilities Council und des ESA-Programms zur Suche nach Exoplaneten.

## Forschungsinteressen
Tinetti forscht über Exoplaneten und deren Atmosphäre. Mit Hilfe der Spektroskopie untersucht sie deren Gehalt an Wasserdampf. Sie forscht über Supererden in der habitablen Zone von Sternen. Sie war an der Entdeckung des Exoplaneten K2-18b beteiligt und an den Untersuchungen seiner Atmosphäre. Tinetti wirkt leitend am ARIEL-Projekt mit, das 2029 ein Weltraumteleskop starten soll, welches speziell der Spektralanalyse der Exoplaneten gewidmet ist.

## Auszeichnungen
Für ihre Arbeiten erhielt Tinetti zahlreiche Auszeichnungen und Preise:
- 1998, Turin: ENEA Award für die beste Masterarbeit von der italienischen nationalen Behörde für Energie und Umwelt
- 1999, Pavia: SIF Award als beste junge italienische Physikerin von der Società Italiana di Fisica
- 2009: Edward Stone Award zusammen mit Mark Swain und Gautam Vasisht am Jet Propulsion Laboratory
- 2009: NASA Group Achievement Award zusammen mit Mark Swain und Gautam Vasisht
- 2011: Moseley Medal & Prize, Institute of Physics (IOP)
- 2020: Ritterkreuz des Verdienstordens der Italienischen Republik
- 2022, Monaco: Special Monte-Carlo Prize[3][1][4]

## Gesellschaftliches Engagement
Tinetti trägt aktiv zur Bildung interessierter Laien auf dem Gebiet der Astrophysik und der Kosmologie bei. Sie schrieb ein populärwissenschaftliches Buch über Exoplaneten. Im Fernsehen nimmt sie an populärwissenschaftlichen Sendungen und Serien zu diesen Themen teil. Sie hält öffentliche Vorträge und publiziert populärwissenschaftliche Artikel zu diesem Themenbereich, zum Beispiel bei der Royal Astronomical Society und bei der British Broadcasting Corporation (BBC).

## Veröffentlichungen

### Bücher und Kapitel in Büchern (Auswahl)
- I pianeti extrasolari. Alla ricerca di nuovi mondi nella nostra galassia, Farsi Un'idea, Il Mulino, Bologna, 2019, ISBN 978-8815283283
- EChO - Exoplanet Characterisation Observatory zusammen mit Pierre Drossart, Springer, 2018, ISBN 978-9402414158
- Good atmosphere: identifying the signs of life on distant worlds, Kapitel 18 in Aliens, Herausgeber Jim Al-Khalili, Profile Books Ltd. London, Nov. 2016.
- Planétologie galactique, Kapitel 16, in Formation des systèmes stellaires et planétaires, collection AEIS, EDP-Sciences, Herausgeber Gilbert Belaubre, Ernesto Di Mauro, Victor Mastrangelo, Pierre Nabet, Jean Schmets,  Edilivre, 2016, ISBN 978-2334192699
- Exoplanet evolution and appearance, in Frontiers of Astrobiology, Herausgeber C. Impey, J. Lunine, and J. Funes, Cambridge University Press, 2012.
- L. Sertorio and Tinetti, G.: Kapitel 5, in Thermodynamics of Energy Conservation and Transport, Herausgeber S.Sieniutycz and A. De Vos, Springer New York, 2000.
- L. Sertorio and Tinetti, G.: Entropy production for closed, open and third-kind systems, Nuovo Cimento Rivista Serie, vol. 22, S. 1–87, 1999.

### Artikel (Auswahl)
- Disentangling atmospheric compositions of K2-18 b with next generation facilities, Springer, 2022, zusammen mit Quentin Changeat, Billy Edwards, Ahmed F. Al-Refaie, Angelos Tsiaras, Ingo Waldmann
- Ariel: Enabling planetary science across light-years Tinetti und andere, Project: Geodynamics of short-period super-Earths, 2021
- Water vapour in the atmosphere of the habitable-zone eight-Earth-mass planet K2-18 b Nature Astronomy, 2019, zusammen mit Angelos Tsiaras, Ingo Waldmann, Jonathan Tennyson
- A chemical survey of exoplanets with ARIEL, Tinetti und andere, Experimental Astronomy, 2018
- The EChO science case Tinetti und andere, Experimental Astronomy, 40, Issue 2–3, S. 329–391, 2015.
- Galactic planetary science, Royal Society of London Philosophical Transactions Series A, vol. 372, 2014.
- EChO. Exoplanet characterisation observatory Tinetti und andere, Experimental Astronomy, vol. 34, S. 311–353, 2012.
- Water in exoplanets zusammen mit J. Tennyson, C. A. Griffith, I. Waldmann, Royal Society of London Philo- sophical Transactions Series A, vol. 370, S. 2749–2764, 2012.
- Probing the Terminator Region Atmosphere of the Hot-Jupiter XO-1b with Transmission Spectroscopy zusammen mit  P. Deroo, M. R. Swain, C. A. Griffith, G. Vasisht, L. R. Brown, C. Burke, P. McCullough, The Astrophysical Journal Letter, vol. 712, S. L139–L142, 2010.
- Exploring extrasolar worlds: from gas giants to terrestrial habitable planets zusammen mit C. A. Griffith, M. R. Swain, P. Deroo, J. P. Beaulieu, G. Vasisht, D. Kipping, I. Waldmann, J. Ten- nyson, R. J. Barber, J. Bouwman, N. Allard, L. R. Brown, Faraday Discussions, vol. 147, S. 369, 2010.
- Water vapour in the atmosphere of a transiting extrasolar planet zusammen mit A. Vidal-Madjar, M.-C. Liang, J.-P. Beaulieu, Y. Yung, S. Carey, R. J. Barber, J. Tennyson, I. Ribas, N. Allard, G. E. Ballester, D. K. Sing, F. Selsis, Nature, vol. 448, S. 169–171, 2007.
- Characterizing Extrasolar Terrestrial Planets with Reflected, Emitted and Transmitted Spectra, Origins of Life and Evolution of the Biosphere, vol. 36, S. 541–547, 2006.
- Detectability of Planetary Characteristics in Disk-Averaged Spectra II: Synthetic Spectra and Light-Curves of Earth zusammen mit V. S. Meadows, D. Crisp, N. Y. Kiang, B. H. Kahn, E. Fishbein, T. Velusamy, M. Turnbull, Astrobiology, vol. 6, S. 881–900, 2006.
- Detectability of Red-Edge-shifted Vegetation on Terrestrial Planets Orbiting M Stars zusammen mit S. Rashby, Y. L. Yung, The Astrophysical Journal Letter, vol. 644, S. L129–L132, June 2006.
- Detectability of Planetary Characteristics in Disk-Averaged Spectra. I: The Earth Model zusammen mit V. S. Meadows, D. Crisp, W. Fong, E. Fishbein, M. Turnbull, J.-P. Bibring, Astrobiology, vol. 6, S. 34–47, Mar. 2006.
- Disk-Averaged Synthetic Spectra of Mars zusammen mit V. S. Meadows, D. Crisp, W. Fong, T. Velusamy, and H. Snively, Astrobiology, vol. 5, S. 461–482, 2005.

## Vorträge und Vorlesungen auf YouTube (Auswahl)
- MoRe-ASI seminar by prof. Giovanna Tinetti (UCL Department of Physics & Astronomy, UK), 28. Juni 2021
- ESA's Ariel Mission with Giovanna Tinetti, ISSI-BJ On Things to Come, 28. Januar 2021
- DIAS Giovanna Tinetti Lecture, 25. Oktober 2017
- Brave New Worlds, 23. März 2017
- Giovanna Tinetti (University College London), 8. Januar 2016
- Giovanna Tinetti (University College London) Observations of Atmospheres, 7. Januar 2016
- NAI Director's Seminar Series: Giovanni Tinetti, 5. Juni 2012
- Giovanna Tinetti: „Galactic planetary science“
- Giovanna Tinetti (University College London) Cosmochemistry and Galactic Context

## Fernsehserien
In den Fernsehserien Stargazing Live, Episode 2.3 und Stargazing Live: Back to Earth, Episode 1.3 spielte Tinetti sich selbst als Spezialistin für Exoplaneten.